# Diaethria maldonadoi
Diaethria maldonadoi är en fjärilsart som beskrevs av Breyer 1927. Diaethria maldonadoi ingår i släktet Diaethria och familjen praktfjärilar. Inga underarter finns listade i Catalogue of Life.